# Jernved (Esbjerg Kommune)
 For alternative betydninger, se Jernved. (Se også artikler, som begynder med Jernved)
Jernved er en landsby i Sydvestjylland med 300 indbyggere  (2024), beliggende i Jernved Sogn, ca. 7 kilometer sydøst for Bramming og 26 kilometer fra Esbjerg. Byen ligger i Esbjerg Kommune og tilhører Region Syddanmark.
Jernved havde tidligere en skole til 6. klassetrin, men skolen er i dag lukket. Det samme gælder bageren og Brugsen.
Den ligger nær stationsbyen Gredstedbro.
Byen er dannet af landsbyerne Jernved og Jernvedlund.

## Kendte personer fra Jernved
- Peter Ingwersen, førstelærer og medstifter af Tjæreborg Rejser